# Hardin megye (Tennessee)
Hardin megye az Amerikai Egyesült Államokban, azon belül Tennessee államban található. Megyeszékhelye és legnagyobb városa Savannah. Lakosainak száma 26 831 fő (2020. április 1.). Hardin megye Decatur, Wayne, Lauderdale, Tishomingo, Henderson, McNairy, Chester és Alcorn megyékkel határos.

## Népesség
A megye népességének változása:
| Lakosok száma | 26 055 | 25 908 | 26 015 | 26 034 | 25 756 | 26 831 |
|               | 2010   | 2011   | 2012   | 2013   | 2015   | 2020   |